# اسقف‌نشین بلکبرن
اسقف‌نشین بلکبرن (انگلیسی: Diocese of Blackburn) بخشی تشکیل دهنده از استان یورک کلیسای انگلستان در کشور انگلستان است. این اسقف‌نشین که در سال ۱۹۲۶ میلادی تاسیس شده است شامل ۲۸۰ کلیسا می‌باشد و مرکز آن کلیسای جامع بلکبرن است.